# Рыков (Черниговская область)
Рыков (укр. Риків) — село в Козелецком районе Черниговской области Украины. Население 164 человека. Занимает площадь 0,633 км².
Код КОАТУУ: 7422081506. Почтовый индекс: 17082. Телефонный код: +380 4646.

## Власть
Орган местного самоуправления — Бригинцовский сельский совет. Почтовый адрес: 17082, Черниговская обл., Козелецкий р-н, с. Бригинцы, ул. Ленина, 24а.